# Autoritat Portuària de València
L'Autoritat Portuària de València (Acrònim: APV), també coneguda per la denominació comercial de Valenciaport, és una autoritat portuària dependent de l'ens públic Ports de l'Estat del Ministeri de Foment espanyol, configurada com l'organisme públic encarregat d'operar els ports de titularitat estatal de València, Sagunt i Gandia. L'entitat, que té la seva seu a València, va entrar en funcionament l'1 de gener de 1993, reemplaçant al Port Autònom de València.
L'Autoritat Portuària de València té la seva seu en el conegut com a edifici del Rellotge, en el port de València.